# 摩耶の葬列
『摩耶の葬列』(まやのそうれつ)は、一条ゆかりによる日本の漫画作品。りぼん1972年7月号に掲載された。

## あらすじ
東京の春川宝石店の一人娘、玲奈は避暑のためやってきた高原の別荘で謎めいた少女摩耶と出会う。フィアンセの卓と不本意な逢引を重ねる一方、摩耶の神秘的な雰囲気に惹かれ、ついに木陰の中でキスしてしまう。そんな中フィアンセの父が水死体で発見され、高原に不気味な気配が漂う。玲奈は父の後を継ごうとするフィアンセから結婚を迫られるが、摩耶への思いは募る一方。
一方の摩耶も両親を殺した玲奈の一族に復讐を遂げるため玲奈に近づいたはよかったが、彼女もまた玲奈に惹かれ思い悩んでいた。しかし姉の死をきっかけに復讐を決心する。摩耶は玲奈の父を殺した後、真相を玲奈に伝え自分を殺すよう迫るが、拒絶される。そして最後の一人、玲奈の母を殺す段になり、逆に玲奈と自分が実の姉妹だと知り衝撃のあまり炎に身を投じる。
その後玲奈はすべてをやり直すためにフィアンセと結婚するが、その結婚式で今はなき初恋の人、摩耶のためにブーケをささげるのだった。

## 登場人物
春川 玲奈（はるかわ れいな）
リボンの似合う春川宝石店の一人娘。フィアンセがいるが結婚までは踏み切れないでいる。実の姉とは知らず摩耶と恋に落ちるが死に別れる。
青木 摩耶（あおき まや）
幼いころ春川夫妻に両親を家ごと焼き殺された時、腕から背中にかけてひどいやけどを負う。そのため夏でも黒いドレスを着ている。同時に患った一酸化炭素中毒により病弱。以来、復讐のために生きてきた。復讐のために近づいた玲奈と恋に落ちるが、実の姉妹だと知るに及んで自ら死を選ぶ。
春川 優子（はるかわ ゆうこ）
玲奈の母。摩耶の父であり愛人の青木との間に私生児（玲奈）をもうけるが捨てられる。怒りのあまり顧問弁護士の春川、執事の西村と共謀し、青木夫妻を焼き殺して財産を奪う。その後春川と結婚した。
玲奈の父
優子らと共謀して青木夫妻を殺し財産をのっとるが、摩耶に謀殺される。
西村のおじさま
卓の父。優子らと共謀して青木夫妻を殺し財産をのっとるが、摩耶に謀殺される。
西村 卓（にしむら たく）
玲奈のフィアンセ。小さいころから玲奈と結ばれたいと思っていたが、彼女は兄と慕ってくれるだけで恋人にはなってくれない。玲奈があこがれる摩耶を敵視している。
摩耶の姉
摩耶と同じように顔にやけどを負っている。玲奈をも殺そうとするが、道半ばで亡くなる。

## 書誌
集英社文庫
摩耶の葬列（一条ゆかり異色長編傑作選）  （2005年12月13日） ISBN 978-4086183932